# Calang

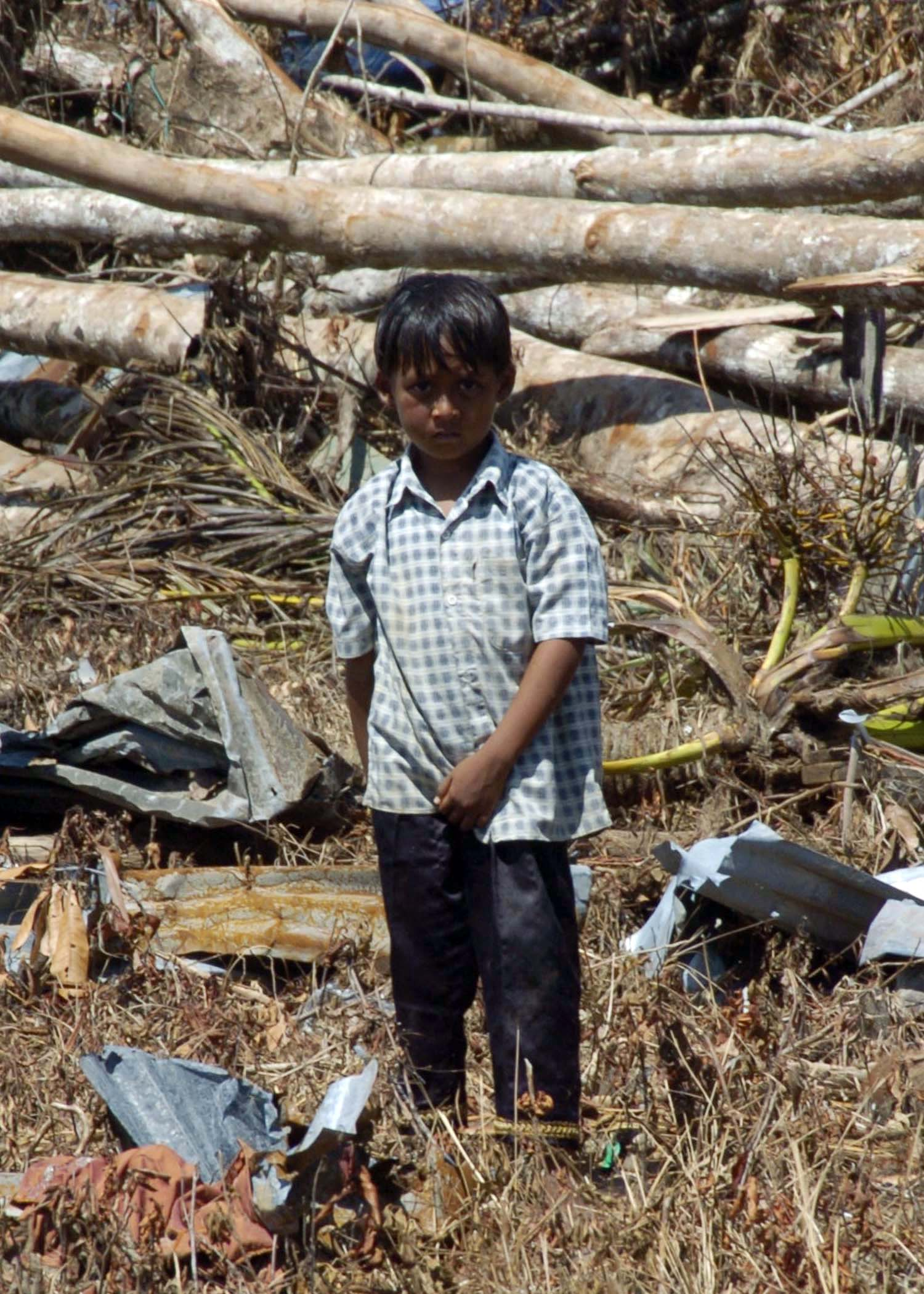
Een kind in de ravage aangericht door de Zeebeving Indische Oceaan 2004.

Calang is een plaats in de huidige provincie Atjeh in het noorden van Sumatra, Indonesië. Het is de hoofdplaats van het Aceh Jaya regentschap.